# General Santos
Thành phố General Santos  (viết tắt G.S.C. hay Gensan; tiếng Philippines: Lungsod ng Heneral Santos, tiếng Cebuano: Dakbayan sa Heneral Santos) là một thành phố ở Philippines. Thành phố này nằm ở phía nam của đất nước, thuộc tỉnh Nam Cotabato. Thành phố có dân số theo điều tra năm 2000 là 411.822 người.
General Santos giáp 3 đô thị khác của tỉnh Sarangani và 2 đô thị của Nam Cotabato, đó là Alabel, Malungon, Maasim, Polomolok và T'boli. Kinh tế của thành phố này chủ yếu là công-nông nghiệp. Đây là nơi sản xuất ngô, dừa, khoai tây, gạo và các loại rau. Thành phố này cũng là một khu vực sản xuất ngư nghiệp, với sản lượng đánh bắt cá ngừ đại dương làm món sashimi hàng đầu của Philippines.

## Địa lý và khí hậu
General Santos nằm ở phía nam của Philippines. Tọa độ là 6°7'độ vĩ bắc 125°10'độ kinh đông. Thành phố này nằm ở đông nam của Manila và Cebu và nằm ở tây nam Davao. Các đô thị Alabel, Malungon và Maasim của tỉnh Sarangani và Polomolok, T'boli của Nam Cotabato bao quanh G.S.S. Đất nông nghiệp màu mỡ của thành phố này là 17.489 ha, chiếm 32,63% diện tích thành phố.
General Santos được chia thành 26 barangay.
| - Baluan - Buayan - Bula - Conel - Dadiangas East (Pob.) - Katangawan - Lagao (1st & 3rd) - Labangal - Ligaya - Mabuhay - San Isidro (Lagao 2nd) - San Jose - Sinawal | - Tambler - Tinagacan - Apopong - Siguel - Upper Labay - Batomelong - Calumpang - City Heights - Dadiangas North - Dadiangas South - Dadiangas West - Fatima - Olympog |